# Ori Anatolikis Lakonias
Ori Anatolikis Lakonias este o arie protejată (arie de protecție specială avifaunistică — SPA) din Grecia întinsă pe o suprafață de 37.788,25 ha, integral pe uscat.

## Localizare
Centrul sitului Ori Anatolikis Lakonias este situat la coordonatele 36°52′54″N 22°58′35″E / 36.881633°N 22.976293°E.

## Înființare
Situl Ori Anatolikis Lakonias a fost declarat arie de protecție specială avifaunistică în octombrie 2002 pentru a proteja 24 de specii de animale.

## Biodiversitate
Situată în ecoregiunea mediteraneană, aria protejată nu include niciun habitat protejat.
La baza desemnării sitului se află mai multe specii protejate de  păsări (24): lăstunul mare (Apus apus), buha (Bubo bubo), șorecarul comun (Buteo buteo), caprimulg (Caprimulgus europaeus), șerpar (Circaetus gallicus), cristeiul de câmp (Crex crex), lăstun de casă (Delichon urbicum), Emberiza caesia, presură de grădină (Emberiza hortulana), șoim călător (Falco peregrinus), vânturel de seară (Falco vespertinus), Hippolais olivetorum, rândunică (Hirundo rustica), sfrâncioc roșiatic (Lanius collurio), Lanius nubicus, pescăruș sur (Larus canus), ciocârlie de pădure (Lullula arborea), grangur (Oriolus oriolus), viespar (Pernis apivorus), Phalacrocorax aristotelis desmarestii, corcodel mare (Podiceps cristatus), turturică (Streptopelia turtur), Sylvia ruppeli, Tachymarptis melba
Pe lângă speciile protejate, pe teritoriul sitului au mai fost identificate 1 specie de păsări.